# Ilex macrocarpa
Ilex macrocarpa là một loài thực vật có hoa trong họ Aquifoliaceae. Loài này được Oliv. mô tả khoa học đầu tiên năm 1888.